# 森林警備隊 (イタリア)

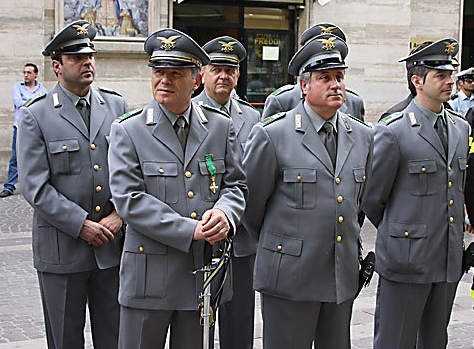
森林警備隊の幹部

森林警備隊 (伊: Corpo forestale dello Stato、あるいは略称CFS)は、かつて存在したイタリアの警察機関の一つである。
森林警備隊は、サルデーニャ王国のカルロ・フェリーチェ国王により1822年10月15日に"Amministrazione forestale per la custodia e la vigilanza dei boschi"として設立された。2016年12月31日に森林警備隊は解隊され、隊員は全て軍に転籍してカラビニエリ隷下の森林・環境・農業保護隊(Comando unità per la tutela forestale, ambientale e agroalimentare)として吸収された。
森林警備隊は農業食料森林省に属し、イタリアの自然資源、環境、田園地帯、生態系、中でも特に国立公園および国有林を保護するパーク・レンジャーとして活動していた。その任務は密猟者の逮捕、環境汚染犯罪の捜査、絶滅危惧種の保護、絶滅危惧種保護法の執行、山火事の予防および消火活動などである。これらの任務を15箇所の地域司令部と22機の消防用航空機を用いて実施している。また、森林警備隊はイタリアの山岳地域における国民保護と災害対応の責任も負っていた。
森林警備隊に山火事を通報するための緊急通報用電話番号は1515であった。
イタリアでは、森林警備隊がワシントン条約(CITES)に関係した活動を管理する責任を負っていた。
森林警備隊の車両の塗装は、緑地に白帯とし、車両の側面に白字で組織名Corpo Forestale dello Stato(森林警備隊)を表記する。森林警備隊の車両のナンバープレートは赤字の"CFS"という文字で始まる。

## ギャラリー

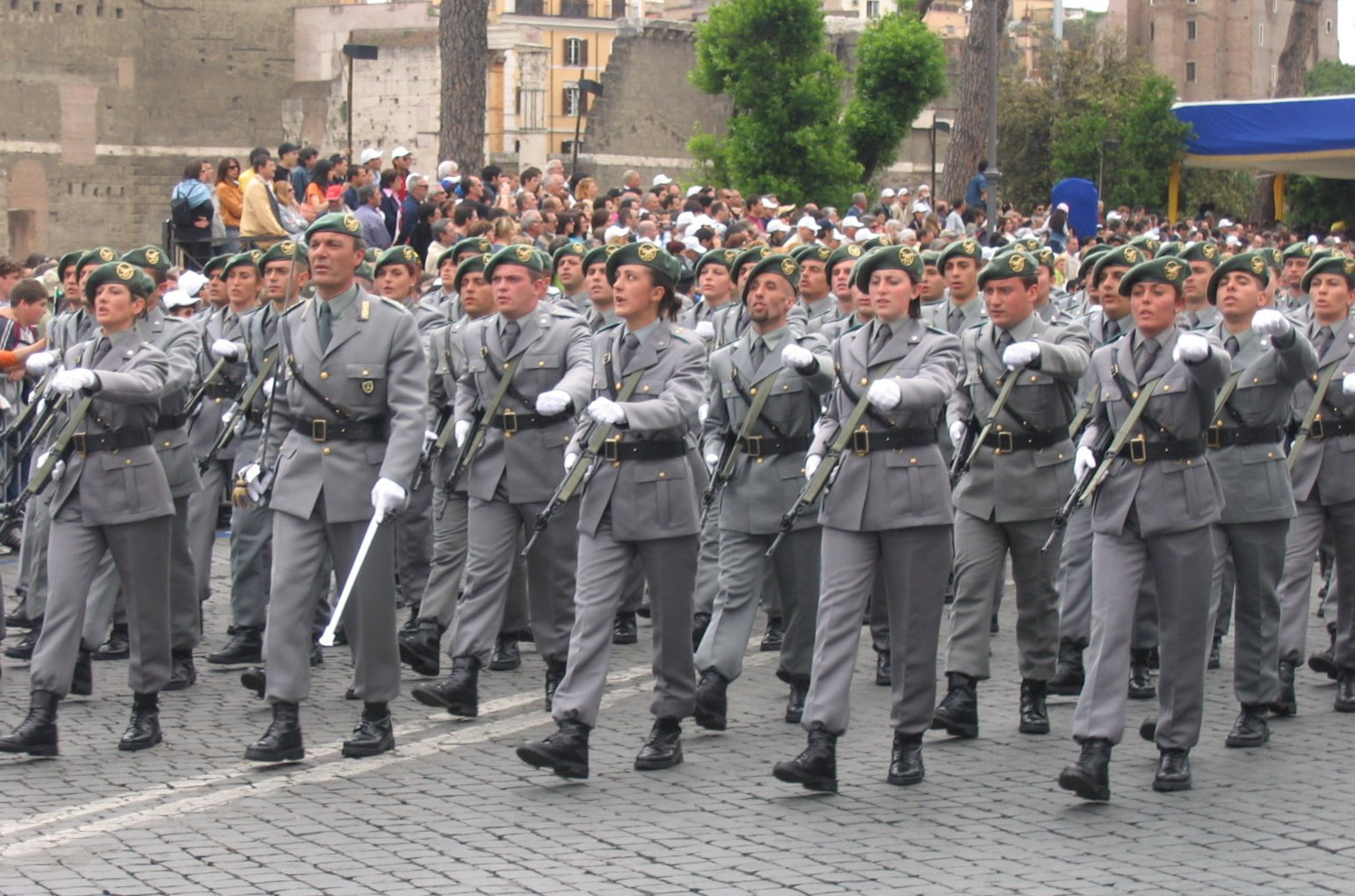
森林警備隊の行進
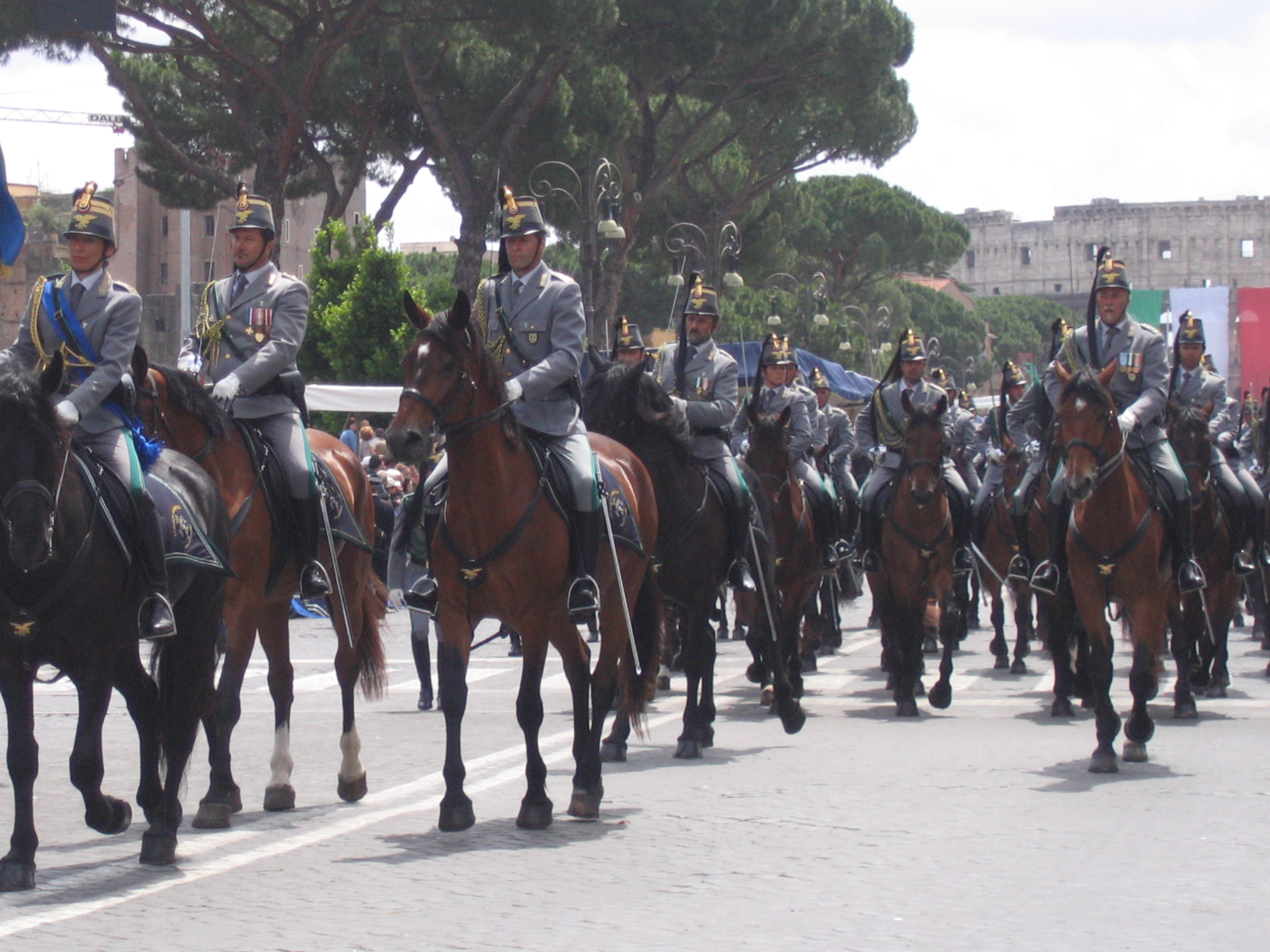
騎馬隊
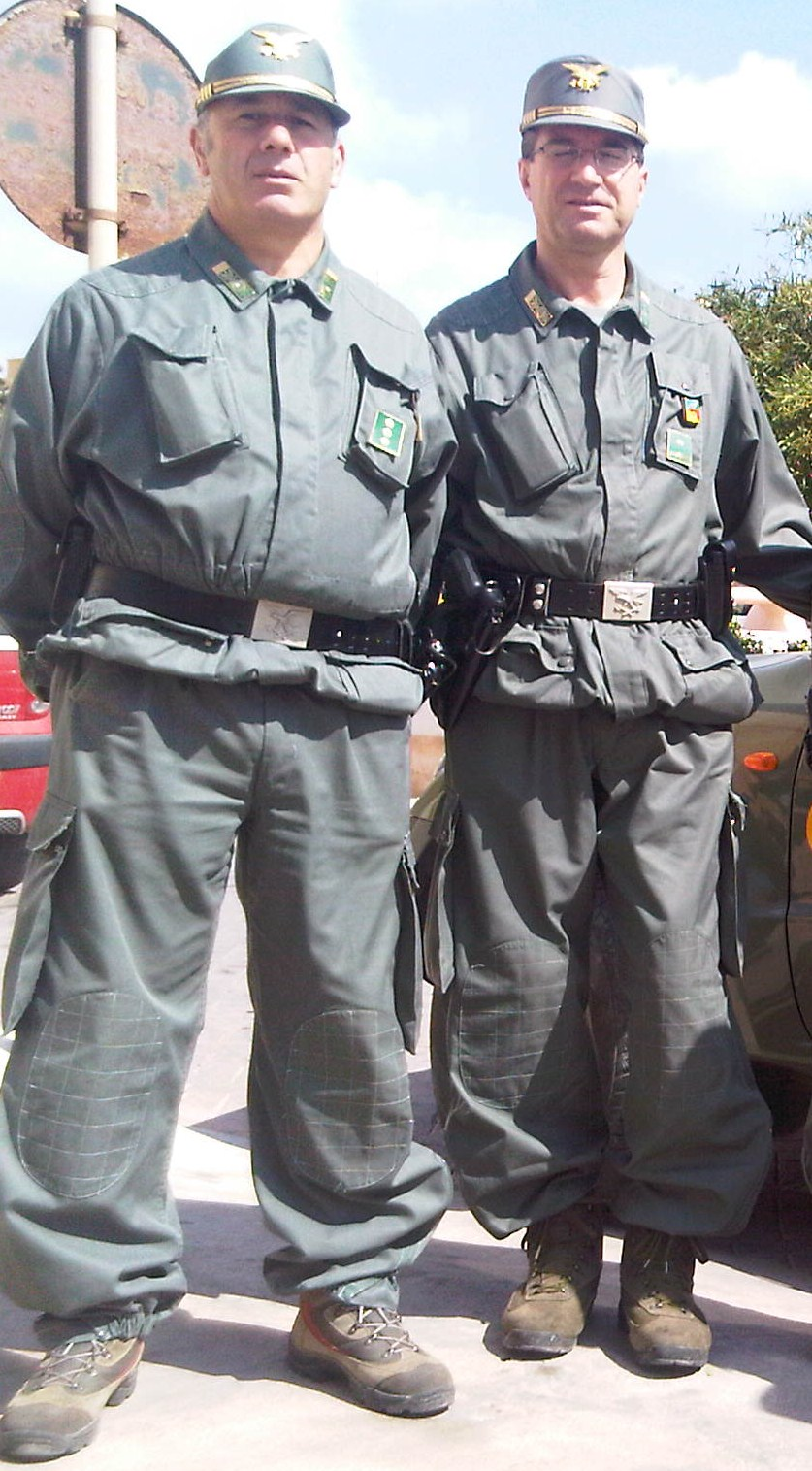
作業服の隊員
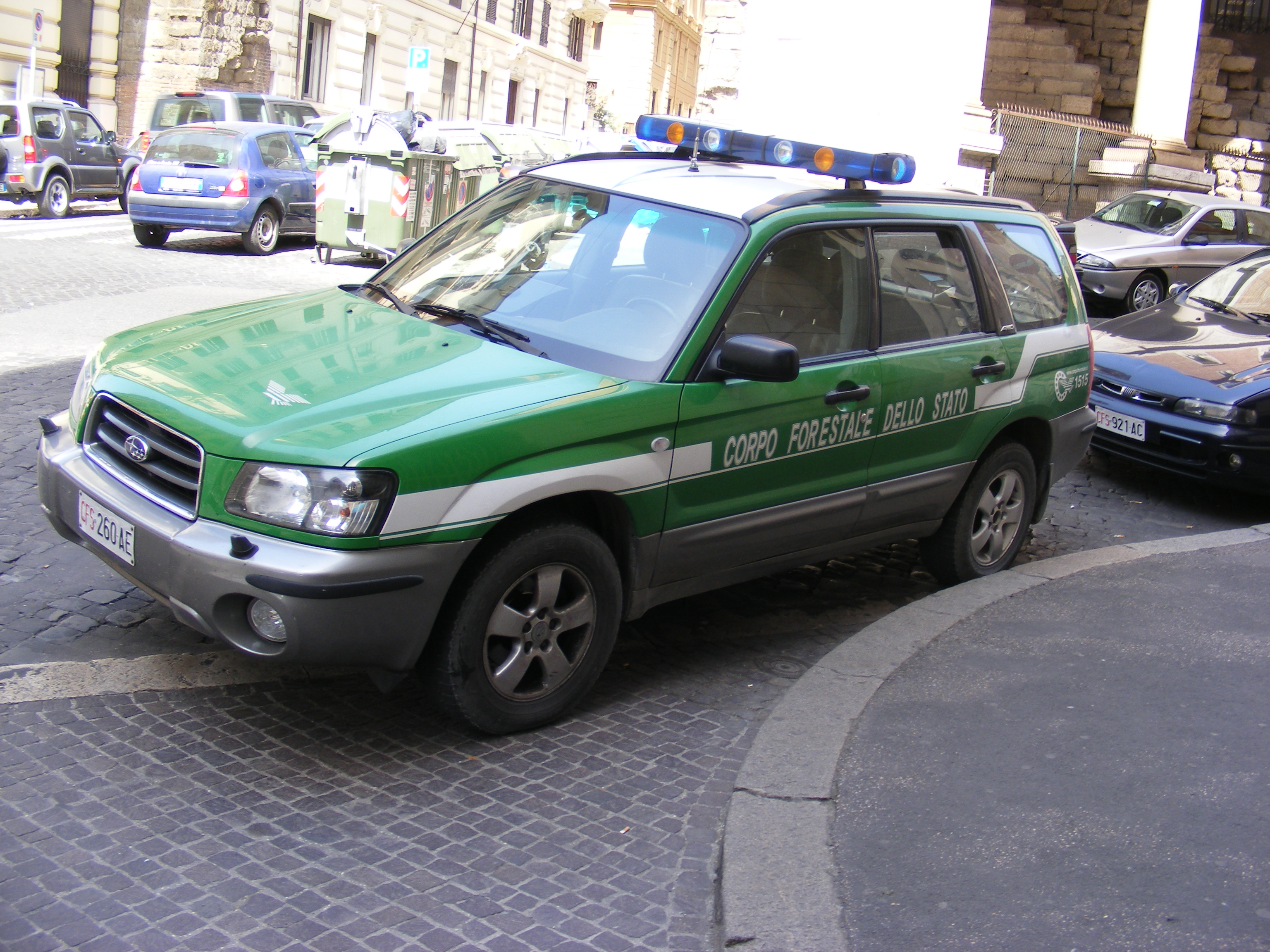
森林警備隊のスバル・フォレスター
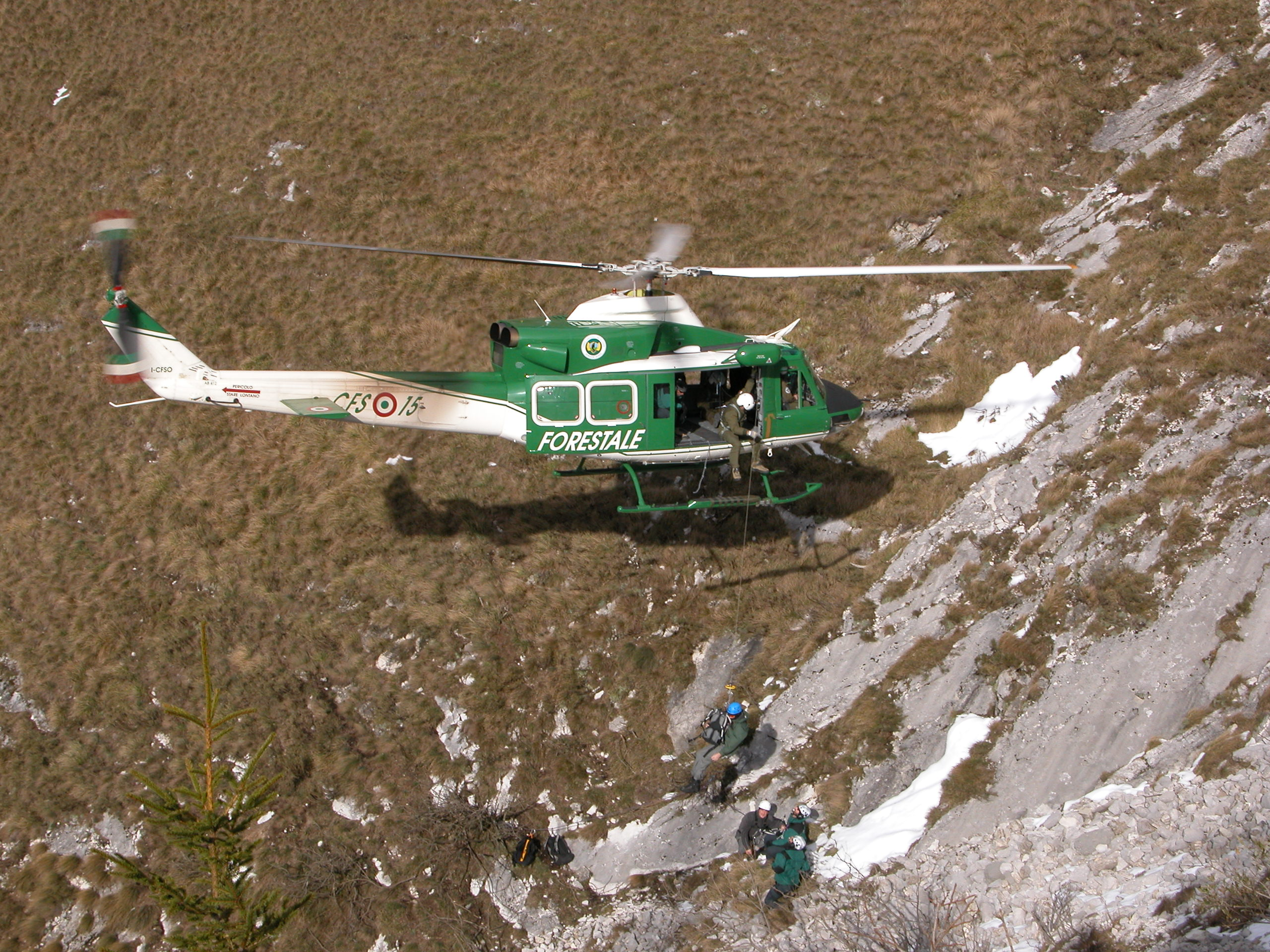
森林警備隊のアグスタ・ベルAB 412
ヘリエキスポで展示される森林警備隊のS-64（2005）